# Aechmea penduliflora
Aechmea penduliflora es una especie fanerógama de la familia de Bromeliáceas, originaria de Costa Rica, Venezuela y Ecuador.

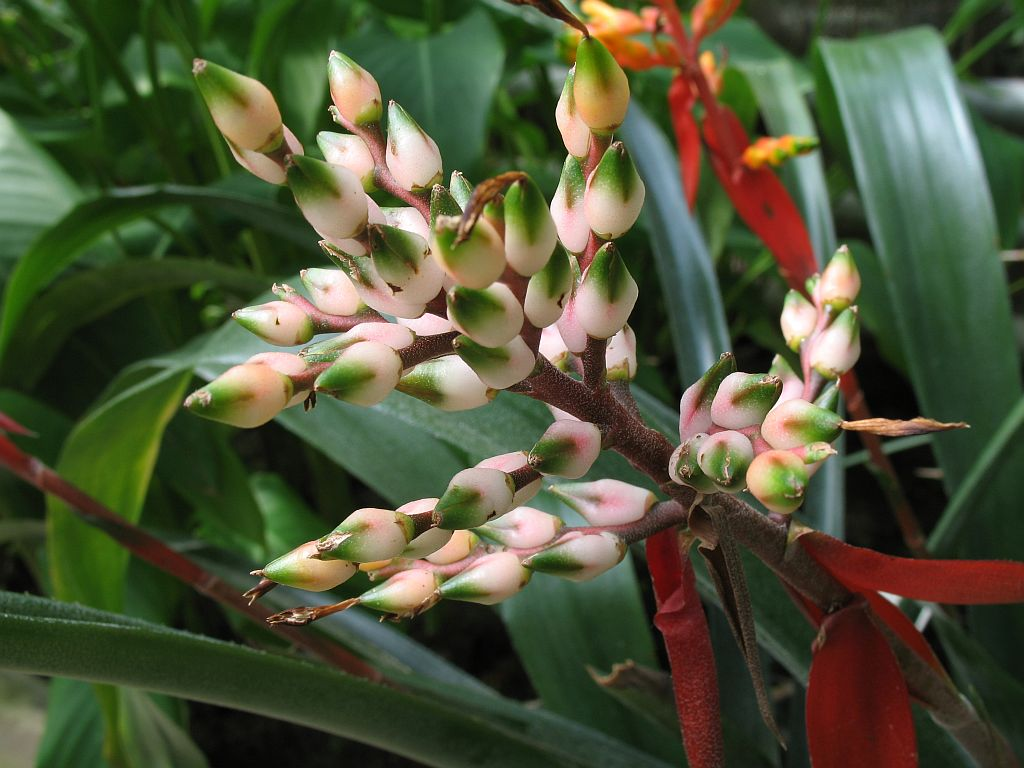
Inflorescencia

## Descripción
Son epífitas, que alcanzan un tamaño de 40 cm de alto en flor. Hojas 50–70 cm de largo; vainas ovadas, 2–2.5 cm de ancho, enteras, café-lepidotas; láminas liguladas, 2–4 cm de ancho, agudas, apiculadas, subenteras a obviamente armadas, pálido-lepidotas, glabrescentes. Escapo erecto a curvado, 35–55 cm de largo, brácteas inferiores y medias más cortas que los entrenudos, las superiores más largas que los entrenudos, enteras (levemente serradas); inflorescencia 1-pinnado (basalmente 2-pinnado) compuesta, 4–15 cm de largo; espigas con 6–10 flores dísticas, suberectas a patentes, 3–4 cm de largo, brácteas florales triangulares, 2–5 mm de largo, ligeramente más cortas que el ovario en la antesis hasta casi de la misma longitud, más cortas que los entrenudos hasta casi de la misma longitud, glabras a pubescentes, flores sésiles; sépalos 4–5 mm de largo, libres, asimétricos, obtusos, esparcidamente pubescentes a glabros; pétalos anaranjados.

## Cultivares
- Aechmea 'RaRu'
- Aechmea 'Valencia'
- Aechmea 'Wally's Wand'

## Taxonomía
Aechmea penduliflora fue descrita por Édouard-François André y publicado en Enumeration des Bromeliacees Recoltees 3. 1888.
Etimología
Aechmea: nombre genérico que deriva del griego akme ("punta"), en alusión a los picos rígidos con los que está equipado el cáliz.
penduliflora: epíteto latino que significa "con flores colgantes".
Sinonimia
- Aechmea friedrichsthalii Mez & Donn.Sm.
- Aechmea inermis Mez
- Aechmea schultesiana Mez
- Billbergia paniculata Mart. ex Schult. & Schult.f.	[2][3]